# Hrabstwo Douglas (Nevada)

Piramida wieku hrabstwa

Hrabstwo Douglas – amerykańskie hrabstwo w zachodniej części stanu Nevada. W roku 2000 liczba mieszkańców wynosiła 41 259. Stolicą jest Minden.

## Historia
Pierwsi mieszkańcy pojawili się tutaj w 1850 roku. Hrabstwo powstało w 1861 roku i było jednym z dziewięciu pierwszych hrabstw Terytorium Nevady. Nazwane zostało na cześć Stephena A. Douglasa, sławnego kontrkandydata Abrahama Lincolna w wyborach 1860 roku.

## Geografia
Całkowita powierzchnia, wynosi 1910 km² z czego 1838 km² stanowi ląd, a i 72 km² (3,77%) woda. Terytorium rozciąga się od Doliny Carson City do gór Sierra Nevada. Na terenie hrabstwa leży część Jeziora Tahoe, przez który przebiega granica z Kalifornią.
Znajduje się tutaj Lotnisko Minden-Tahoe

### CDP
- Carter Springs
- Double Spring
- East Valley
- Fish Springs
- Gardnerville
- Gardnerville Ranchos
- Genoa
- Glenbrook
- Indian Hills
- Johnson Lane
- Kingsbury
- Lakeridge
- Logan Creek
- Minden
- Round Hill Village
- Ruhenstroth
- Skyland
- Stateline
- Topaz Lake
- Topaz Ranch Estates
- Zephyr Cove

### Sąsiednie hrabstwa
- Carson City – miasto o prawach hrabstwa – północ
- Lyon – wschód
- Mono w Kalifornii – południowy wschód
- Alpine w Kalifornii – południe
- El Dorado w Kalifornii – zachód
- Placer w Kalifornii – północny zachód